# セブゴー
セブゴー (Cebgo) は、フィリピンの格安航空会社、リージョナル航空会社である。以前の社名は、「サウスイースト・アジアンエアラインズ (South East Asian Airlines, SEAir)」(1995-2013)、「タイガーエア・フィリピン(Tigerair Philippines)」(2013-2015)であった。

## 概要
1995年に「サウスイースト・アジアンエアラインズ」(South East Asian Airlines, SEA Air)として設立、主に観光客向けにマニラ、クラークの他、カリボ（ボラカイ島）などのリゾート路線に就航していた。

### タイガー・エアウェイズの資本参加
2006年9月にシンガポールのタイガーエアウェイズ・ホールディングスが資本参加し、エアバスA319型機による国際線の運航を開始した。2013年7月3日に、主要路線を「タイガーエア・フィリピン」に移管した。一部の路線は SEAIR International に継承された。
2014年1月8日に、タイガーエアとフィリピンの格安航空会社「セブパシフィック航空」が戦略的提携を実施すると発表。両社の路線網について、インターライン提携によって、相互に予約・販売、乗継が可能となり、ネットワークを拡大することで、利便性が高まることとなった。またタイガーエアが、当社の株式40%をセブパシフィック航空に譲渡し、当社を100%子会社化した。なお、引き続き「タイガー・エア」ブランドを使用し当面は運航を継続することとなった。予約システムは、セブ・パシフィック航空のものを利用している。

### Cebgo (セブゴー) へのブランド変更
セブパシフィック航空はタイガーエア・フィリピンを傘下に収め、同社の社名（商号）を変更する計画していることが明らかとなった。フィリピンの現地紙が、フィリピン民間航空局へ申請したと伝えたもので、当初は「Go Air」の名称とし、航空局も社名変更を認める方針としていた。その後の2015年5月、タイガーエア・フィリピンは「Cebgo (セブゴー)」にブランド変更したことを発表した。
セブパシフィック航空はジェット機による都市間輸送、Cebgo はターボプロップ機による地域輸送へと転換した。

## 就航地
2020年以降、新型コロナウイルス感染症の影響により、多くの定期便が運休、減便、経路変更となっている。
| 国         | 地域       | 就航地 |
| ---------- | ---------- | --- |
| フィリピン | ルソン     | マニラ、ブスアンガ島 (en:Francisco B. Reyes Airport)、レガスピ (en:Bicol International Airport)、マスバテ (en:Moises R. Espinosa Airport)、ナガ (en:Naga Airport)、プエルト・プリンセサ、サン・ホセ      |
| フィリピン | ビサヤ     | セブ、バコロド、カルバヨグ、カティクラン、ドゥマゲテ、イロイロ、 |
| フィリピン | ミンダナオ | ダバオ、ブトゥアン、カガヤン・デ・オロ、ディポログ、ジェネラル・サントス、マンバヤオ、オザミス、パガディアン、タウイタウイ、シアルガオ島 (en:Sayak Airport)、スリガオ (en:Surigao Airport)、サンボアンガ |

2023年7月現在

## 保有機材
- ATR 72-600 (78席) : 14機
- ATR-72-500 : 1機（貨物専用機）

2023年7月現在